# Szaljut-program

Az Almaz típusú űrállomás rajza

A Szaljut-program szovjet űrállomásprogram, melynek keretében katonai és polgári célú űrállomásokat állítottak pályára. A Szaljut elnevezést egyaránt használták a polgári célú DOSZ űrállomások és a katonai célú Almaz űrállomások jelölésére is. A sikertelen holdprogramjuk után a Szovjetunió a Föld körüli pályán folytatta tovább űrtevékenységét. A Szaljut–1 volt az első űrállomás, melyet űrhajósok meglátogattak. A Szaljut–6 fedélzetén dolgozott többek közt Farkas Bertalan, az első magyar űrhajós is.
A Szaljut–2, Szaljut–3 és Szaljut–5 Almaz (OPSZ) típusú katonai űrállomások voltak, ezek fotófelderítő eszközökkel, illetve a Szaljut–5 esetében rádiólokátorral voltak felszerelve. A többi űrállomást DOSZ néven tervezték meg, polgári/kutatási céllal, azonban sokban hasonlítottak az Almaz űrállomásokra. A közös „Szaljut” név használata a katonai űrállomások rendeltetésének elfedését szolgálta.
Az Almaz típusú űrállomásokkal szerzett tapasztalatok azt igazolták, hogy felderítésre gazdaságosabb az automatikus, személyzet nélküli felderítő műholdak alkalmazása.

## Szaljut űrállomások
| Név       | Típus (gyári jelzés) | Indítás              | Repülés vége       | Repülési idő (nap) | Lakott idő (nap) | Űrhajósok | Űrhajók | Teherűrhajók | Tömeg (kg) |
| --------- | -------------------- | -------------------- | ------------------ | ------------------ | ---------------- | --------- | ------- | ------------ | ---------- |
| Szaljut–1 | DOSZ–1               | 1971. április 19.    | 1971. október 11.  | 175                | 24               | 3         | 2       | 0            | 18 425     |
| Szaljut–2 | OPSZ–1               | 1973. április 3.     | 1973. május 28.    | 54                 | 0                | 0         | 0       | 0            | 18 500     |
| Szaljut–3 | OPSZ–2               | 1974. június 24.     | 1975. január 24.   | 213                | 15               | 2         | 1       | 0            | 18 500     |
| Szaljut–4 | DOSZ–4               | 1974. december 26.   | 1977. február 3.   | 770                | 92               | 4         | 3       | 0            | 18 900     |
| Szaljut–5 | OPSZ–3               | 1976. június 22.     | 1977. augusztus 8. | 412                | 67               | 4         | 2       | 0            | 19 000     |
| Szaljut–6 | DOSZ–5–1             | 1977. szeptember 29. | 1982. július 29.   | 1764               | 683              | 33        | 16      | 14           | 19 000     |
| Szaljut–7 | DOSZ–5–2             | 1982. április 19.    | 1991. február 7.   | 3216               | 816              | 26        | 12      | 16           | 19 000     |

## Külső hivatkozások

### Magyar oldalak
- Űrállomások

### Külföldi oldalak
- Salyut (astronautix)
- The Almaz Space Station Program
- Almaz (astronautix)